# Kwasy żywiczne
Kwasy żywiczne – grupa organicznych związków chemicznych będących diterpenoidowymi kwasami karboksylowymi. Występują naturalnie w żywicach drzew iglastych, stanowią główny składnik kalafonii. Kwasy żywiczne są nierozpuszczalne w wodzie, natomiast rozpuszczają się w rozpuszczalnikach organicznych. Używane są do otrzymywania regulatorów wzrostu roślin, biocydów czy leków. Estry kwasów żywicznych (żywiczany) stosuje się jako substancje błonotwórcze.

Przykładowe kwasy żywiczne
kwas abietynowy
kwas izopimarowy(inne języki)
kwas lewopimarowy(inne języki)